# Papperitzia
Papperitzia é um género botânico pertencente à família das orquídeas (Orchidaceae).

## Espécie monotípico
1. Papperitzia leiboldii (Rchb.f.) Rchb.f. (1852)